# 沙戈瓦
50°31′34″N 27°7′26″E / 50.52611°N 27.12389°E
沙戈瓦（烏克蘭語：Шагова），是烏克蘭西部的村莊，隸屬赫梅利尼茨基州的舍佩蒂夫卡區。該村面積0.45平方公里，海拔高度222米，2001年人口107，人口密度每平方公里237.8人。